# Клевно (Вармінсько-Мазурське воєводство)
Клевно (пол. Klewno) — село в Польщі, у гміні Решель Кентшинського повіту Вармінсько-Мазурського воєводства.
Населення — 262 особи (2011).

## Демографія
Демографічна структура станом на 31 березня 2011 року:
|          | Загалом | Допрацездатний вік | Працездатний вік | Постпрацездатний вік |
| -------- | ------- | ------------------ | ---------------- | -------------------- |
| Чоловіки | 130     | 29                 | 90               | 11                   |
| Жінки    | 132     | 25                 | 69               | 38                   |
| Разом    | 262     | 54                 | 159              | 49                   |